# 와타라이군

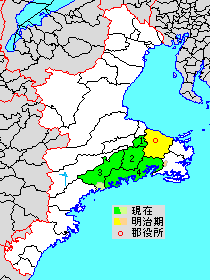
와타라이 군의 위치

와타라이군(일본어: 度会郡, わたらいぐん)은 일본 미에현에 있는 군이다.
인구 38,110명, 면적 651.1km², 인구밀도 58.5명/km².(2025년 3월 1일, 추계인구)
이하 4개의 정으로 구성된다.
- 다마키정(玉城町)
- 와타라이정(度会町)
- 다이키정(大紀町)
- 미나미이세정(南伊勢町)

## 역사
- 2005년 2월 14일 - 기세이 정, 오미야 정, 오우치야마 촌이 합병해 새로운 다이키 정이 성립하였다.
- 2005년 10월 1일 - 난세이 정과 난토 정이 합병해 새로운 미나미이세 정이 성립하였다.
- 2005년 11월 1일 - 후타미 정, 오바타 정, 미소노 촌이 옛 이세 시와 합병해 새로운 이세시가 되었다.